# وو سيو هونج
وو سيو هونج (بالصينية: 胡兆康) هو لاعب البولنغ ‏ صيني، ولد في 22 أكتوبر 1984.